# Dotsugobius bleekeri
Dotsugobius bleekeri es una especie de peces de la familia de los Gobiidae en el orden de los Perciformes. Inicialmente clasificado dentro del género Lophogobius en 2012 fue asignado al género monotípico Dotsugobius.

## Morfología
Los machos pueden llegar a alcanzar los 2,9 cm de longitud total.

## Hábitat
Es un pez  de clima tropical y demersal.

## Distribución geográfica
Se encuentra en el Pacífico occidental: Malasia y Papúa Nueva Guinea.

## Observaciones
Es inofensivo para los humanos. 